# Громов, Геннадий Герасимович
Генна́дий Гера́симович Гро́мов (1928—1990) — советский учёный-этнограф и этнолог, специалист по этнографии Русского Севера, исследователь материальной культуры. Преподаватель кафедры этнографии исторического факультета МГУ. Лауреат Государственной премии СССР (1982) за коллективный труд по истории русской культуры.

## Биография
Родился 29 мая 1928 года в семье рабочих. В 1946 году поступил на исторический факультет МГУ, который окончил в 1951 году по кафедре этнографии, после чего поступил в аспирантуру под научным руководством Н. Н. Чебоксарова.
В 1954 году защитил кандидатскую диссертацию по теме «История крестьянского жилища Владимирского края IX-XIX вв. (К вопросу о формировании типов крестьянского жилища)». Позже консультировал создателей Музея деревянного зодчества и крестьянского быта в Суздале.
С 1954 по 1990 г. работал на кафедре этнографии, сначала в качестве м.н.с., позже старшего преподавателя и доцента.
Как исследователь прежде всего занимался изучением традиционной материальной культурой восточных славян (в первую очередь на Русском Севере), также интересовался аграрной этнографией. Был специалистом по проблемам методики полевых этнографических исследований и по источниковедению этнографической науки, читал соответствующие курсы на кафедре. В 1966 году опубликовал учебное пособие по методике полевых исследований, единственное в своём роде пособие на русском языке на момент 2023 года. Пособие по источниковедению Г. Г. Громов опубликовать не успел, и оно сохранилось в виде машинописной рукописи.
Также Г. Г. Громовым читались лекционные курсы и велись семинары по восточнославянской этнографии и этнографии народов СССР. 
В 1950-80-х гг. Г. Г. Громов бессменно руководил Северной (Архангельской) этнографической экспедицией МГУ, которая позже была возрождена в виде Северорусской экспедиции (рук. А. В. Туторский). В составе экспедиции в поле ежегодно выезжали студенты, многие из которых впоследствии стали значимыми советскими и российскими этнографами.
Коллекция, собранная в этой экспедиции, частично легла в основу учебного Археолого-этнографического музея исторического факультета, один из создателей которого — Г. Г. Громов. Некоторые экспонаты также были переданы в фонды Архангельского краеведческого музея и Государственного исторического музея в Москве.
В 1982 г. Г. Г. Громов вместе с коллегами оказался удостоен звания лауреата Государственной премии СССР за работу над фундаментальным коллективным трудом "Очерки русской культуры XIII-XVII вв." (в 6 т. М., 1969-1979), в основе которого лежала масштабная работа по анализу множества письменных и визуальных источников, предметов материальной культуры и этнографические исследования.

## Основные работы

### Монографии и учебные пособия
- История крестьянского жилища Владимирского края в IX—XIX вв. — М., 1954.
- Методика этнографических экспедиций. — М.: Изд-во Моск. ун-та, 1966. — 119 c.;
- Жилище // Очерки русской культуры XVI в. Ч. 1. М., 1997. С. 182—201;
- Русская одежда // Очерки русской культуры XVI в. Ч. 1. М., 1997. С. 202—216;
- Жилище; Одежда // Очерки русской культуры XVII в. Ч. 1. М., 1979;
- Народы Америки; Восточнославянские народы // Этнография: Учебник для студентов исторических вузов. М., 1982. С. 160—196; 229—242.

### Статьи
- Подсечно-огневая система земледелия крестьян Новгородской области в XIX-XX вв. // Вестник Московского университета. Ист.-филол. серия. № 4 (1958);
- Русское крестьянское жилище XV-XVII вв. по письменным источникам // Вестник Московского университета. Сер. 8: История. № 6 (1965);
- Русское крестьянское жилище XVI-XVII вв. (по графическим источникам) // Вестник Московского университета. Сер. 8: История.  № 3 (1967);
- Применение методов количественного анализа орнаментальных образов русской народной вышивки // Вестник Московского университета. Сер. 8: История. № 4 (1971);
- Русская материальная культура XVII в. // Вопросы истории. № 4 (1975).